# Contract Cheating
Als Contract Cheating (manchmal auch als Vertragsbetrug beschrieben) versteht man die wissentliche Verwendung von Leistungen Dritter in hauptsächlich akademischem Kontext. Die Leistungen werden mit Zustimmung der Dritten als eigene Leistung ausgegeben, obwohl ausdrücklich eine eigenständige Leistung gefordert ist. Bei schriftlichen Arbeiten wird auch von Ghostwriting gesprochen. Oft werden die fremden Leistungen bezahlt, wobei dies nicht notwendigerweise der Fall sein muss. Ebenso können familiäre Unterstützung, Freundschaftsdienste oder andere Gefälligkeiten als Gegenleistung im Rahmen von Contract Cheating erfolgen. Contract Cheating ist eine gravierende Form von akademischem Fehlverhalten und verstößt gegen die Akademische Integrität. Das Netzwerk European Network for Academic Integrity (ENAI) definiert den Begriff Academic Integrity als „Einhaltung ethischer und beruflicher Grundsätze, Standards, Praktiken und eines kohärenten Wertesystems, das als Leitlinie für Entscheidungen und Handlungen in Bildung, Forschung und Wissenschaft dient“. Somit ist es auch ein Phänomen von Betrug und Fälschung in der Wissenschaft.

## Häufigkeit
Laut einer Studie im Jahr 2019 an der Western Sydney University gaben 3,5 % der befragten Studierenden an, mindestens einmal Contract Cheating in Anspruch genommen zu haben. Diese Studie stellte darüber hinaus fest, dass zwischen 2004 und 2014 die Anzahl an Plagiaten abnahm und sich 2019 stabilisierte. Eine weitere Studie ergab, dass männliche Studierende eher bereit sind, gegen die gute wissenschaftliche Praxis zu verstoßen. Generell würden Studierende eher Arbeiten von ihnen bekannten Personen als von kommerziellen Anbietern verwenden. Je fortgeschrittener die Studierenden sind, desto unwahrscheinlicher wird ein Verstoß.

## Contract Cheating: Kommerzielle Werbung für Prüfungsbetrug
Contract Cheating unterscheidet sich von anderen Formen des Prüfungsbetrugs, wie beispielsweise dem Plagiat, dadurch, dass willentlich die unerlaubte Hilfe Dritter beauftragt wird. Hinzu kommt, dass (oft) eine Gegenleistung erbracht werden muss. Dies führt auch dazu, dass es eine aktive Bewerbung von Angeboten seitens kommerzieller Anbieter gibt.

## Gründe für Contract Cheating
In einer Befragung von Studierenden wurden deren Motive für Contract Cheating erhoben. Dabei wurden folgende Gründe angeführt: Das Studium in einer Fremdsprache; Unzufriedenheit mit der Lehre und der Lernumgebung sowie die als risikolos empfundene Betrugsmöglichkeit; Nutzen der Prüfung wird nicht gesehen; Mangel an akademischer Begabung oder Versagensangst; Prüfungsstoff wurde nicht verstanden; Leistungsdruck; Zeitmangel, Faulheit, mangelndes Durchhaltevermögen und fehlende Selbstdisziplin.

## Entdeckungsproblematik
Im Gegensatz zum Plagiat, das eine Kopie ist, handelt es sich bei Contract Cheating (oft) um eine Originalleistung. Solche Verstöße gegen die akademische Integrität sind sehr schwer zu entdecken und beschädigen das Vertrauen in akademische Abschlüsse, Zeugnisse und Zertifikate.
Für die Nutzer kommerzieller Contract-Cheating-Angebote können weitere Probleme auftreten. So liefern Anbieter oft nicht die versprochene Qualität oder erst gar nicht. Contract-Cheating-Anbieter erlangen durch die Beauftragung detaillierte Informationen über die Person und die zuständige Bildungseinrichtung. Damit laufen Kunden Gefahr, erpressbar zu werden.

## Institutionen und Hilfsangebote
Im europäischen Rahmen gibt es das Netzwerk European Networtk for Academic Integrity (ENAI). ENAI bietet der Wissenschaft und den mit ihr in Zusammenhang stehenden Personen eine Plattform und einen Kommunikationsraum auf europäischer Ebene und darüber hinaus. Das Netzwerk befasst sich mit der Stärkung einer Kultur der akademischen Integrität, der Zusammenarbeit bei der Forschung und Verbreitung der akademischen Integrität, der Darstellung bewährter Praktiken im Umgang mit akademischer Integrität, der Bereitstellung von Ressourcen und der Organisation von Konferenzen und Workshops. Die Arbeitsgruppe „Adressing Contract Cheating“ befasst sich mit der Prävention und den pädagogischen Strategien.
Die Open University z. B. bietet Kurse und Lehrvideos für Studierende an. Diese Materialien sollen Wissen über gute wissenschaftliche Praxis und ihre Anwendung vermitteln. Studierende lernen auf diese Weise, welche erlaubten Hilfestellungen innerhalb guter wissenschaftlicher Praxis bestehen und wie sie Verstöße gegen die Akademische Integrität vermeiden können.

## Illegalität von Contract Cheating
Das kommerzielle Anbieten von Contract Cheating stellt in verschiedenen Ländern, z. B. im Vereinigten Königreich, eine Straftat dar. In Österreich regelt § 116a Universitätsgesetz die Frage des Ghostwritings. Unter diesen Tatbestand fallen sowohl das Anfertigen wie auch das Anbieten von Werken für andere Personen. Die Verjährungsfrist beträgt nach § 116a (6) UG 30 Jahre.